# Маллен (Небраска)
Маллен (англ. Mullen) — селище (англ. village) в США, в окрузі Гукер штату Небраска. Населення — 500 осіб (2020).

## Географія
Маллен розташований за координатами 42°2′35″ пн. ш. 101°2′40″ зх. д. / 42.04306° пн. ш. 101.04444° зх. д. (42.043188, -101.044336).  За даними Бюро перепису населення США в 2010 році селище мало площу 1,22 км², уся площа — суходіл.

## Демографія
Згідно з переписом 2010 року, у селищі мешкало 509 осіб у 232 домогосподарствах у складі 139 родин. Густота населення становила 418 осіб/км².  Було 293 помешкання (241/км²).
Расовий склад населення:
| - 98,4 % — білих - 0,8 % — корінних американців |

До двох чи більше рас належало 0,8 %. Частка іспаномовних становила 1,4 % від усіх жителів.
За віковим діапазоном населення розподілялося таким чином: 20,6 % — особи молодші 18 років, 50,3 % — особи у віці 18—64 років, 29,1 % — особи у віці 65 років та старші. Медіана віку мешканця становила 50,9 року. На 100 осіб жіночої статі у селищі припадало 88,5 чоловіків;  на 100 жінок у віці від 18 років та старших — 85,3 чоловіків також старших 18 років.
Середній дохід на одне домашнє господарство  становив 45 158 доларів США (медіана — 36 061), а середній дохід на одну сім'ю — 61 192 долари (медіана — 50 750). Медіана доходів становила 44 167 доларів для чоловіків та 30 156 доларів для жінок. За межею бідності перебувало 14,8 % осіб, у тому числі 22,6 % дітей у віці до 18 років та 9,3 % осіб у віці 65 років та старших.
Цивільне працевлаштоване населення становило 179 осіб. Основні галузі зайнятості: освіта, охорона здоров'я та соціальна допомога — 33,0 %, мистецтво, розваги та відпочинок — 15,6 %, науковці, спеціалісти, менеджери — 11,7 %, сільське господарство, лісництво, риболовля — 8,4 %.